# 장미희
장미희(한국 한자: 張美姬, 본명: 장미정, 한국 한자: 張美貞, 1957년 12월 8일 ~ )는 대한민국의 배우이다.

## 생애
1976년 박태원 감독의 신인배우 공채 모집에서 276:1의 경쟁률을 뚫고 성춘향전의 주인공 '춘향' 역에 발탁되면서 영화로 데뷔하였다.
60~70년대 트로이카인 문희, 남정임, 윤정희의 뒤를 이어 유지인, 정윤희와 함께 70~80년대 트로이카 시대를 열었던 배우로, 1970~80년대를 풍미했다. 유명작으로는 영화에서는 겨울여자, 깊고 푸른 밤이 있으며, 연속극에서는 달동네 등이 있다. 부천국제판타스틱영화제 부조직 위원으로 활동하기도 하였다.

## 출연작

### 드라마
- 1976년 TBC 주간드라마 《해녀 당실이》
- 1976년 TBC 주말연속극 《결혼행진곡》
- 1977년 TBC 금요드라마 《찔레꽃》
- 1977년 TBC 일일연속극 《비바람 찬이슬》
- 1977년 TBC 주말연속극 《청실홍실》 ... 지선 역
- 1978년 TBC 주말연속극 《시집갈때까지는》
- 1978년 TBC 일일드라마 《언약》
- 1978년 TBC 납량특집드라마 《천년호》 ... 천년묵은 여우 역
- 1978년 TBC 주간단막극 《부부》 ... 갈매 역
- 1978년 TBC 개국14주년특집극 《어머니의 강》
- 1979년 TBC 주말연속극 《사랑도 미움도》
- 1979년 TBC 매일연속극 《이조여인 오백년사 - 원앙별곡》
- 1979년 TBC 개국15주년특집극 《대춘향전》 ... 성춘향 역
- 1980년 TBC 납량특집드라마 《형사》〈얼굴없는 미녀〉 ... 귀신 역
- 1980년 TBC 매일연속극 《달동네》 ... 양순 역
- 1980년 KBS1 KBS TV 문학관 - 을화 ... 을화 역
- 1981년 KBS1 KBS TV 문학관 - 배따라기
- 1981년 KBS1 주간연속극 《길》
- 1982년 KBS1 단막극 《KBS TV 문학관 - 안개꽃》
- 1987년 KBS2 주말연속극 《타인》 ... 오영주 역
- 1989년 KBS1 대하드라마 《역사는 흐른다》 ... 박옥련 역
- 1998년 MBC 수목미니시리즈 《육남매》 ... 육남매 엄마 최용순 역
- 2000년 MBC 주말연속극 《엄마야 누나야》 ... 한영숙 역
- 2003년 SBS 일일드라마 《흥부네 박터졌네》 ... 배연지 역
- 2004년 MBC 수목미니시리즈 《황태자의 첫사랑》 ... 차미희 역
- 2005년 SBS 주말극장 《그 여름의 태풍》 ... 정미령 역
- 2008년 KBS2 주말연속극 《엄마가 뿔났다》 ... 고은아 역
- 2010년 SBS 창사특별기획 《인생은 아름다워》 ... 조아라 역
- 2012년 SBS 월화드라마 《패션왕》 ... 조 마담 역
- 2012년 MBC 일일연속극 《오자룡이 간다》 ... 장백로 역
- 2013년 JTBC 주말연속극 《맏이》 ... 윤이실 역
- 2014년 JTBC 일일연속극 《귀부인》 ... 홍선주 역
- 2014년 MBC 주말드라마 《장미빛 연인들》 ... 고연화 역
- 2015년 KBS2 수목드라마 《착하지 않은 여자들》 ... 장모란 역
- 2016년 JTBC 금토드라마 《마담 앙트완》 ... 배미란 역
- 2017년 KBS2 수목드라마 《흑기사》 ... 장백희 역
- 2018년 KBS2 주말연속극 《같이 살래요》 ... 이미연 역
- 2019년 SBS 드라마스페셜 《시크릿 부티크》 ... 김여옥 역
- 2022년 ~ 2023년 KBS2 주말연속극 《삼남매가 용감하게》... 장세란 역

### 영화
- 1976년 《성춘향전》 ... 성춘향 역
- 1977년 《겨울여자》 ... 이화 역
- 1978년 《별들의 고향 2》 ... 수경 역
- 1978년 《갯마을》
- 1979년 《나팔수》 ... 해수 역
- 1979년 《느미》 ... 느미 역
- 1979년 《야시》
- 1980년 《순악질여사》 ... 민공희 역
- 1980년 《색깔있는 여자》
- 1980년 《겨울 사랑》 ... 다혜 역
- 1980년 《겨울에 내리는 봄비》
- 1980년 《그 여자 사람잡네》
- 1980년 《내가 버린 여자 2》 ... 윤정 역
- 1980년 《바다로 간 목마》 ... 주희 역
- 1980년 《불새》 ... 현주 역
- 1981년 《종점》
- 1981년 《고래섬 소동》
- 1981년 《김두한형 시라소니형》
- 1981년 《세 번은 짧게 세 번은 길게》
- 1981년 《슬픈 계절에 만나요》
- 1981년 《종군수첩》
- 1981년 《취팔권 광팔권》
- 1982년 《무녀의 밤》 ... 수희 역
- 1982년 《꿀맛》
- 1982년 《숲속의 바보》
- 1982년 《애인》
- 1982년 《욕망의 늪》
- 1982년 《경의선》
- 1983년 《첫사랑은 못잊어》
- 1983년 《적도의 꽃》 ... 선영 역
- 1983년 《3일낮 3일밤》
- 1984년 《사랑 그리고 이별》 ... 윤희 역
- 1985년 《깊고 푸른 밤》 ... 제인 역
- 1986년 《황진이》 ... 황진이 역
- 1988년 《성야》 ... 세원 역
- 1989년 《불의 나라》 ... 정은하 역
- 1991년 《사의 찬미》 ... 윤심덕 역
- 1995년 《애니깽》 ... 국희 역
- 1997년 《아버지》 ... 영신 역
- 1998년 《까》 ... 시상식 장면 역
- 2003년 《보리울의 여름》 ... 원장 수녀 역
- 2008년 《비몽》 ... 의사 역(특별출연)
- 2017년 《클레어의 카메라》 ... 남양혜 역

## 광고
- 국제전화 00770
- LG유플러스 OZ

## 유행어
- 1998년 MBC 금요드라마《육남매》... !! 떡 사세요. 떡 이요 ~
- 2008년 KBS2 주말연속극 《엄마가 뿔났다》... 미세쑤문 ~

## 저술·번역
- 1996년 《거장들이 말하는 영화 만들기》 번역
- 1998년 수필집 《내 삶은 아름다워질 권리가 있다》 저술

## 수상
- 1976년 TBC 연기대상 신인상 《해녀 당실이》
- 1976년 제11회 핑크리본상 신인상 《해녀 당실이》
- 1977년 은곰상 여우주연상 《겨울 여자》
- 1977년 TBC 연기대상 인기상
- 1978년 TBC 연기대상 최우수 여자연기상 《어머니의 강》
- 1980년 제1회 한국영화평론가협회상 여우주연상 《느미》
- 1981년 제17회 백상예술대상 TV부문 여자 최우수연기상 《을화》
- 1983년 제22회 대종상 여우주연상 《적도의 꽃》
- 1990년 제26회 백상예술대상 영화부문 여자 최우수연기상 《불의 나라》
- 1991년 제12회 청룡영화상 여우주연상 《사의 찬미》
- 1991년 제2회 춘사대상영화제 여우주연상 《사의 찬미》
- 1992년 제30회 대종상 여우주연상 《사의 찬미》
- 1992년 제37회 아시아태평양영화제 여우주연상 《사의 찬미》
- 1992년 제16회 황금촬영상 인기여우상 《사의 찬미》
- 2008년 제25회 코리아스완베스트드레서 탤런트부문 백조상
- 2008년 KBS 연기대상 여자 인기상, 베스트 커플상 《엄마가 뿔났다》
- 2012년 제49회 저축의 날 금융위원장 표창
- 2017년 제37회 황금촬영상 공로상
- 2018년 KBS 연기대상 여자 최우수연기상, 베스트 커플상 《같이 살래요》
- 2023년 제59회 대종상 공로상